# Jack Wilshere
Jack Andrew Garry Wilshere, noto semplicemente come Jack Wilshere (Stevenage, 1º gennaio 1992), è un allenatore di calcio ed ex calciatore inglese, di ruolo centrocampista, tecnico ad interim del Norwich City.

## Caratteristiche tecniche
Considerato, in giovane età, uno dei migliori prospetti della sua generazione, inizia la sua carriera da trequartista adattabile anche sulle fasce, quando il suo allenatore Arsène Wenger lo paragona a Wayne Rooney. All'Arsenal ha svolto prevalentemente il ruolo di centrocampista centrale e regista.
I numerosi infortuni hanno condizionato negativamente il suo rendimento in carriera.

## Carriera

### Giocatore

#### Club

##### Gli inizi, Arsenal
Wilshere milita tra le file dell'Arsenal dal 2001, giocando prima nell'Under 18 e più recentemente nella squadra delle riserve. Ha giocato la sua prima partita contro il Chelsea Under-18, siglando la sua prima rete contro l'Aston Villa Under-18 in una vittoria per 4-1. Nel marzo 2008 Arsène Wenger, manager del club, sancisce l'aggregazione di Wilshere alla prima squadra dell'Arsenal nella stagione 2008-2009. Wilshere indossa la maglia n. 19, fino all'anno precedente di proprietà del brasiliano Gilberto Silva.
Il 19 luglio 2008 esordisce con la prima squadra nell'amichevole vinta 2-1 con il Barnet F.C.. Entrato al quarantacinquesimo minuto, realizza un assist per Jay Simpson e confeziona la seconda rete per Nacer Barazite. Wilshere ha inizialmente siglato un pre-contratto con l'Arsenal per firmare poi un contratto professionale il 5 gennaio 2009, all'età di 17 anni.

##### Il prestito al Bolton
Il 29 gennaio 2010 passa in prestito al Bolton. Gioca la sua prima partita in campionato nella trasferta a Manchester contro il Manchester City il 9 febbraio, e segna il suo primo gol con il Bolton, il 6 marzo 2010 nella vittoria ottenuta in casa del West Ham United per 2-1.

##### Ritorno all'Arsenal

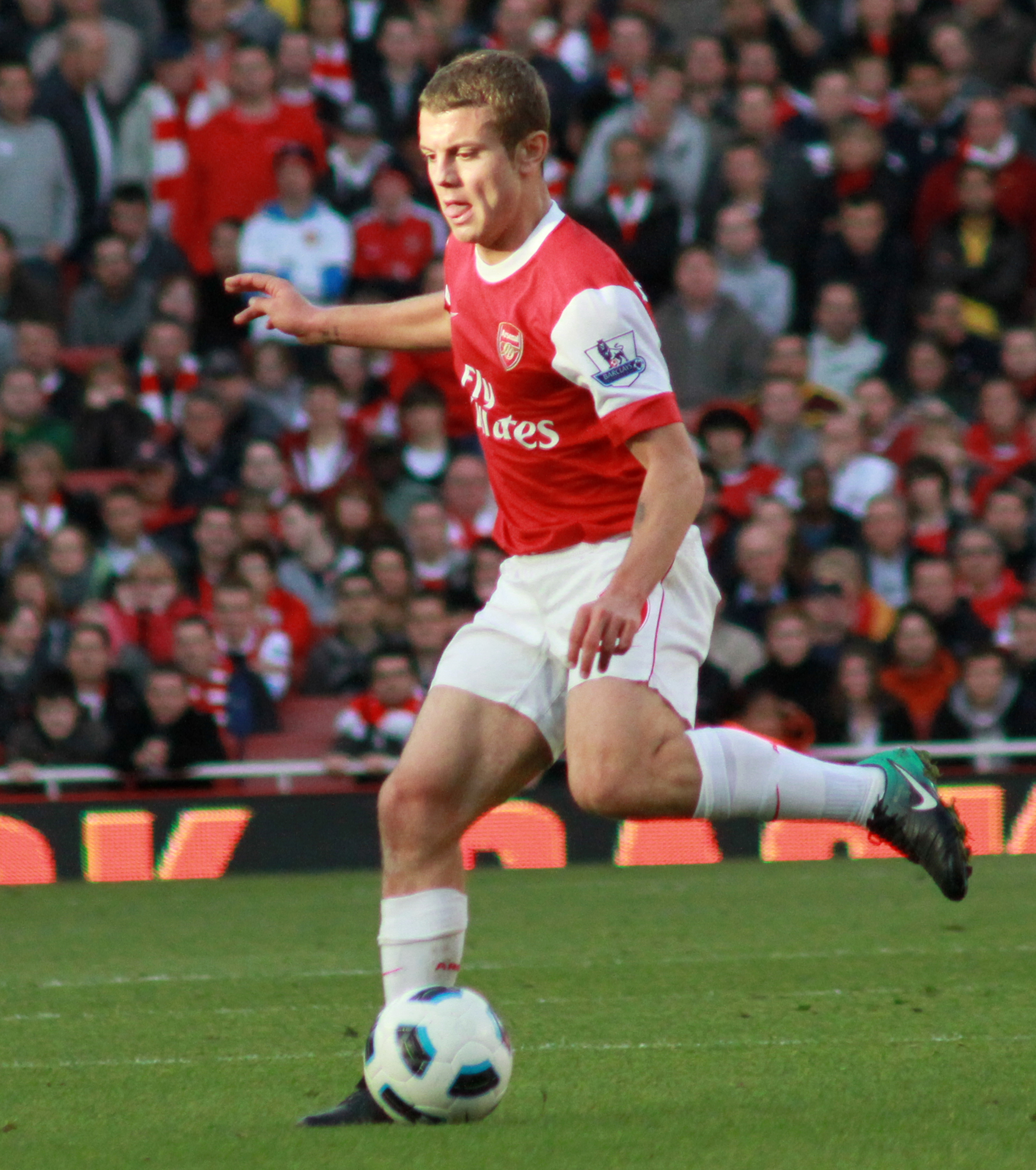
Wilshere con l'Arsenal nel 2010

A fine stagione torna all'Arsenal, debuttando in trasferta contro il Liverpool. Il 27 novembre 2010 contro l'Aston Villa segna la sua prima rete in Premier League. Esordisce in UEFA Champions League il 15 settembre. Il 16 ottobre riceve il suo primo cartellino rosso nella sfida contro il Birmingham City per un fallo ai danni dell'attaccante serbo Nikola Žigić. Il 27 novembre, Wilshere segna ancora in Premier League nella vittoria per 4-2 contro l'Aston Villa. Il 16 febbraio viene nominato Man of The Match subito dopo il confronto tra Arsenal e Barcellona valido per gli ottavi di finale della Champions League. Gioca anche la sfida del ritorno a Barcellona l'8 marzo, partita persa 3-1, con conseguente eliminazione dell'Arsenal dalla competizione.
La stagione 2011-2012 è decisamente la più difficile per lui che non disputa nemmeno una partita con la maglia dei Gunners a causa di un infortunio, con conseguente operazione alla caviglia destra, che lo costringe a saltare anche gli europei e le Olimpiadi. Nell'agosto del 2012, dopo la partenza di van Persie (destinazione Manchester United), Wilshere si prende la responsabilità di indossare la maglia numero 10.

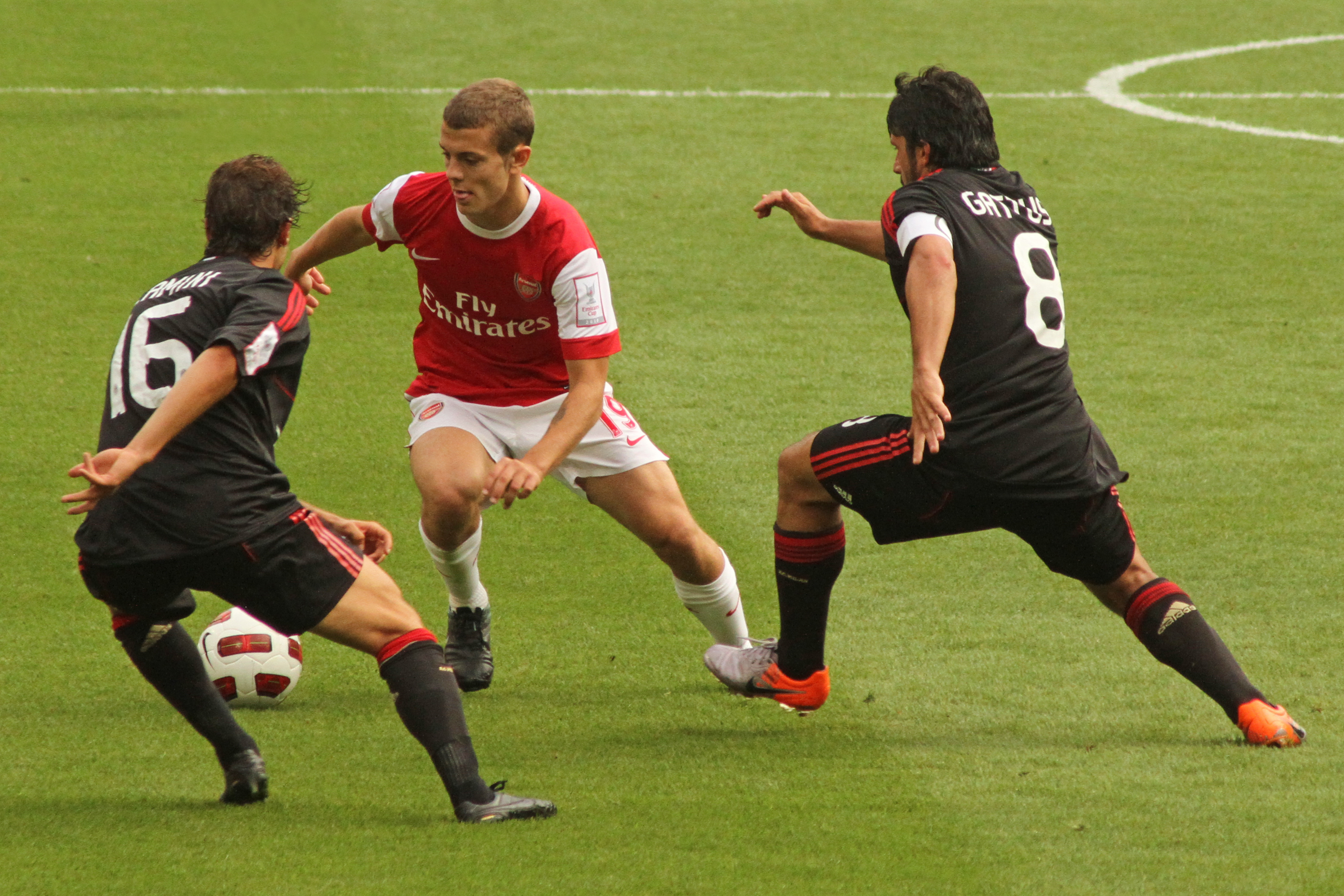
Wilshere nel 2010 pressato da Mathieu Flamini e Gennaro Gattuso

Nella stagione 2013-2014, complice l'infortunio di Mikel Arteta, riesce a trovare parecchio spazio nell'undici titolare scelto da Arsène Wenger. Il primo gol arriva il 6 ottobre 2013 in occasione della trasferta contro il West Bromwich, partita poi finita 1-1. Si ripete nella giornata successiva contro il Norwich City nella vittoria per 4-1. Il 26 novembre 2013 nella partita di Champions League contro l'Marsiglia segna una la sua prima doppietta in una competizione europea, che è anche la prima in carriera per lui. Il 14 dicembre 2013 in occasione della pesante sconfitta contro il Manchester City per 6-3 mostra il dito medio in campo agli avversari, gesto che gli costa una squalifica di due giornate. Il 13 gennaio 2014 torna al gol in Premier nella gara vinta 2-1 sul campo dell'Aston Villa segnando il secondo gol. Sempre nella stessa gara regala anche l'assist del primo gol al compagno di squadra Giroud.

##### Bournemouth
Dopo una stagione complessa a causa di un infortunio che lo tiene fuori dai campi da gioco per più di tre mesi a inizio 2016, il 31 agosto 2016 passa in prestito al Bournemouth, alla sua seconda stagione in Premier League. Ottiene il posto da titolare, ma infortunatosi contro il Tottenham ad aprile 2017 viene costretto a terminare in anticipo la stagione.

##### L'ultima parentesi con l'Arsenal
Rientrato dal prestito con il Bournemouth, viene aggregato alla prima squadra per la stagione 2017-2018 della Premier League. Termina l'anno con 20 presenze in campionato e una rete. Il 19 giugno 2018 viene ufficializzato che non gli verrà rinnovato il contratto.

##### West Ham
Il 9 luglio 2018, dopo la scadenza del contratto con i Gunners, firma un triennale con il West Ham. Dopo un inizio parzialmente positivo, con quattro partite da titolare, inclusa quella contro i Gunners, subisce un intervento alla caviglia che lo tiene lontano dal campo fino a dicembre. Gioca infatti con il Newcastle subentrando a cinque minuti dalla fine, fornendo anche l’assist per il definitivo 3-0 per gli Hammers. Successivamente subisce un altro intervento alla caviglia che lo terrà lontano dal campo quasi fino a fine stagione.
Il 21 aprile subentra al minuto 84 a Mark Noble, nella partita contro il Leicester pareggiata 2-2, a più di quattro mesi dall’ultima presenza con gli Hammers.
Il 27 agosto 2019, con l’inizio della nuova stagione, nella partita vinta in Coppa di Lega contro il Newport County, segna il suo primo gol con la maglia del West Ham.
Il 5 ottobre 2020 rescinde il suo contratto con gli Hammers.

##### Ritorno al Bournemouth, Aarhus e ritiro
Il 18 gennaio 2021, dopo qualche mese da svincolato, fa ritorno al Bournemouth, club con cui si allenava già da un mese.
Il 20 febbraio 2022, dopo un anno di inattività ed essersi nel frattempo allenato col Como pur non potendo essere tesserato, viene ingaggiato dal club danese dell'Aarhus.
L'8 luglio 2022 annuncia il ritiro dal calcio giocato.

#### Nazionale
A 14 anni è già parte integrante della Inghilterra Under-16.
Nel 2009 debutta con l'Inghilterra Under-17 all'Europeo Under-17.
Nel 2009 esordisce con l'Inghilterra Under-21 contro l'Olanda Under-21.
L'11 agosto 2010 esordisce nella nazionale maggiore nella partita contro l'Ungheria.
Il 9 febbraio 2011 gioca contro la Danimarca, mentre il 26 marzo 2011 è titolare nella sfida vinta per 2-0 contro il Galles al Millennium Stadium di Cardiff. In occasione della partita contro la Svizzera, giocata a Londra il 4 giugno 2011 e pareggiata 2-2, indossa per la prima volta la maglia numero 10 per l'assenza per squalifica di Wayne Rooney. Viene inserito nella lista dei 23 convocati dell'Inghilterra per il Mondiale 2014 in Brasile. Il 14 giugno 2015 realizza una doppietta alla Slovenia in un match qualificazioni all'Europeo 2016.
Viene convocato per gli Europei 2016 in Francia.

### Allenatore
Pochi giorni dopo aver annunciato il suo ritiro dal calcio giocato, l'11 luglio 2022 ritorna all'Arsenal, iniziando la sua carriera da allenatore con la formazione Under-18 della compagine londinese. nella prima stagione, riesce a guidare la squadra alla finale di FA Youth Cup, persa contro il West Ham Utd.
Il 23 ottobre 2024, Wilshere lascia l'Arsenal per accasarsi al Norwich City, in Championship, entrando a far parte dello staff di Johannes Hoff Thorup, con il ruolo di vice allenatore. Il 22 aprile 2025, con l'esonero del tecnico danese, viene promosso allenatore ad interim per le ultime due giornate di campionato.

## Statistiche

### Presenze e reti nei club
Statistiche aggiornate al 21 maggio 2022.
| Stagione            | Squadra             | Campionato          | Campionato | Campionato | Coppe nazionali | Coppe nazionali | Coppe nazionali | Coppe continentali | Coppe continentali | Coppe continentali | Altre coppe | Altre coppe | Altre coppe | Totale | Totale |
| Stagione            | Squadra             | Comp                | Pres       | Reti       | Comp            | Pres            | Reti            | Comp               | Pres               | Reti               | Comp        | Pres        | Reti        | Pres   | Reti   |
| ------------------- | ------------------- | ------------------- | ---------- | ---------- | --------------- | --------------- | --------------- | ------------------ | ------------------ | ------------------ | ----------- | ----------- | ----------- | ------ | ------ |
| 2008-2009           | Arsenal             | PL                  | 1          | 0          | FACup+CdL       | 2+3             | 0+1             | UCL                | 2                  | 0                  | -           | -           | -           | 8      | 1      |
| 2009-gen. 2010      | Arsenal             | PL                  | 1          | 0          | FACup+CdL       | 1+2             | 0               | UCL                | 3                  | 0                  | -           | -           | -           | 7      | 0      |
| gen.-giu. 2010      | Bolton              | PL                  | 14         | 1          | FACup+CdL       | 0+0             | 0               | -                  | -                  | -                  | -           | -           | -           | 14     | 1      |
| 2010-2011           | Arsenal             | PL                  | 35         | 1          | FACup+CdL       | 2+5             | 0               | UCL                | 7                  | 1                  | -           | -           | -           | 49     | 2      |
| 2011-2012           | Arsenal             | PL                  | 0          | 0          | FACup+CdL       | 0+0             | 0               | UCL                | 0                  | 0                  | -           | -           | -           | 0      | 0      |
| 2012-2013           | Arsenal             | PL                  | 25         | 0          | FACup+CdL       | 4+1             | 1+0             | UCL                | 3                  | 1                  | -           | -           | -           | 33     | 2      |
| 2013-2014           | Arsenal             | PL                  | 24         | 3          | FACup+CdL       | 3+1             | 0               | UCL                | 7                  | 2                  | -           | -           | -           | 35     | 5      |
| 2014-2015           | Arsenal             | PL                  | 14         | 2          | FACup+CdL       | 1+1             | 0               | UCL                | 5                  | 0                  | CS          | 1           | 0           | 22     | 2      |
| 2015-2016           | Arsenal             | PL                  | 3          | 0          | FACup+CdL       | 0+0             | 0               | UCL                | 0                  | 0                  | CS          | 0           | 0           | 3      | 0      |
| lug.-ago. 2016      | Arsenal             | PL                  | 2          | 0          | FACup+CdL       | 0+0             | 0               | UCL                | 0                  | 0                  | -           | -           | -           | 2      | 0      |
| 2016-2017           | Bournemouth         | PL                  | 27         | 0          | FACup+CdL       | 0+0             | 0               | -                  | -                  | -                  | -           | -           | -           | 27     | 0      |
| 2017-2018           | Arsenal             | PL                  | 20         | 1          | FACup+CdL       | 0+5             | 0               | UEL                | 13                 | 1                  | -           | -           | -           | 38     | 2      |
| Totale Arsenal      | Totale Arsenal      | Totale Arsenal      | 125        | 7          |                 | 31              | 2               |                    | 40                 | 5                  |             | 1           | 0           | 197    | 14     |
| 2018-2019           | West Ham Utd        | PL                  | 8          | 0          | FACup+CdL       | 0+0             | 0               | -                  | -                  | -                  | -           | -           | -           | 8      | 0      |
| 2019-2020           | West Ham Utd        | PL                  | 8          | 0          | FACup+CdL       | 0+2             | 0+1             | -                  | -                  | -                  | -           | -           | -           | 10     | 1      |
| 2020-gen. 2021      | West Ham Utd        | PL                  | 0          | 0          | FACup+CdL       | 0+1             | 0+0             | -                  | -                  | -                  | -           | -           | -           | 1      | 0      |
| Totale West Ham Utd | Totale West Ham Utd | Totale West Ham Utd | 16         | 0          |                 | 3               | 1               |                    | -                  | -                  |             | -           | -           | 18     | 1      |
| gen.-giu. 2021      | Bournemouth         | FLC                 | 15         | 1          | FACup+CdL       | 0+2             | 0+1             | -                  | -                  | -                  | -           | -           | -           | 17     | 2      |
| Totale Bournemouth  | Totale Bournemouth  | Totale Bournemouth  | 42         | 1          |                 | 2               | 1               |                    | -                  | -                  |             | -           | -           | 44     | 2      |
| feb.-giu. 2022      | Aarhus              | SL                  | 4+10       | 0+0        | LT              | -               | -               | -                  | -                  | -                  | -           | -           | -           | 14     | 0      |
| Totale carriera     | Totale carriera     | Totale carriera     | 211        | 9          |                 | 36              | 4               |                    | 40                 | 5                  |             | 1           | 0           | 288    | 18     |

### Cronologia presenze e reti in nazionale
| Cronologia completa delle presenze e delle reti in nazionale ― Inghilterra | Cronologia completa delle presenze e delle reti in nazionale ― Inghilterra | Cronologia completa delle presenze e delle reti in nazionale ― Inghilterra | Cronologia completa delle presenze e delle reti in nazionale ― Inghilterra | Cronologia completa delle presenze e delle reti in nazionale ― Inghilterra | Cronologia completa delle presenze e delle reti in nazionale ― Inghilterra | Cronologia completa delle presenze e delle reti in nazionale ― Inghilterra | Cronologia completa delle presenze e delle reti in nazionale ― Inghilterra |
| Data                                                                       | Città                                                                      | In casa                                                                    | Risultato                                                                  | Ospiti                                                                     | Competizione                                                               | Reti                                                                       | Note                                                                       |
| -------------------------------------------------------------------------- | -------------------------------------------------------------------------- | -------------------------------------------------------------------------- | -------------------------------------------------------------------------- | -------------------------------------------------------------------------- | -------------------------------------------------------------------------- | -------------------------------------------------------------------------- | -------------------------------------------------------------------------- |
| 11-8-2010                                                                  | Londra                                                                     | Inghilterra                                                                | 2 – 1                                                                      | Ungheria                                                                   | Amichevole                                                                 | -                                                                          | 83’                                                                        |
| 9-2-2011                                                                   | Copenaghen                                                                 | Danimarca                                                                  | 1 – 2                                                                      | Inghilterra                                                                | Amichevole                                                                 | -                                                                          | 46’                                                                        |
| 26-3-2011                                                                  | Cardiff                                                                    | Galles                                                                     | 0 – 2                                                                      | Inghilterra                                                                | Qual. Euro 2012                                                            | -                                                                          | 82’                                                                        |
| 29-3-2011                                                                  | Londra                                                                     | Inghilterra                                                                | 1 – 1                                                                      | Ghana                                                                      | Amichevole                                                                 | -                                                                          | 69’                                                                        |
| 4-6-2011                                                                   | Londra                                                                     | Inghilterra                                                                | 2 – 2                                                                      | Svizzera                                                                   | Qual. Euro 2012                                                            | -                                                                          | 64’                                                                        |
| 14-11-2012                                                                 | Solna                                                                      | Svezia                                                                     | 4 – 2                                                                      | Inghilterra                                                                | Amichevole                                                                 | -                                                                          | 62’ 87’                                                                    |
| 6-2-2013                                                                   | Londra                                                                     | Inghilterra                                                                | 2 – 1                                                                      | Brasile                                                                    | Amichevole                                                                 | -                                                                          |                                                                            |
| 14-8-2013                                                                  | Londra                                                                     | Inghilterra                                                                | 3 – 2                                                                      | Scozia                                                                     | Amichevole                                                                 | -                                                                          | 46’                                                                        |
| 6-9-2013                                                                   | Londra                                                                     | Inghilterra                                                                | 4 – 0                                                                      | Moldavia                                                                   | Qual. Mondiali 2014                                                        | -                                                                          | 59’                                                                        |
| 10-9-2013                                                                  | Kiev                                                                       | Ucraina                                                                    | 0 – 0                                                                      | Inghilterra                                                                | Qual. Mondiali 2014                                                        | -                                                                          | 68’                                                                        |
| 11-10-2013                                                                 | Londra                                                                     | Inghilterra                                                                | 4 – 1                                                                      | Montenegro                                                                 | Qual. Mondiali 2014                                                        | -                                                                          | 80’                                                                        |
| 15-10-2013                                                                 | Londra                                                                     | Inghilterra                                                                | 2 – 0                                                                      | Polonia                                                                    | Qual. Mondiali 2014                                                        | -                                                                          | 82’                                                                        |
| 15-11-2013                                                                 | Londra                                                                     | Inghilterra                                                                | 0 – 2                                                                      | Cile                                                                       | Amichevole                                                                 | -                                                                          | 71’                                                                        |
| 19-11-2013                                                                 | Londra                                                                     | Inghilterra                                                                | 0 – 1                                                                      | Germania                                                                   | Amichevole                                                                 | -                                                                          | 64’                                                                        |
| 5-3-2014                                                                   | Londra                                                                     | Inghilterra                                                                | 1 – 0                                                                      | Danimarca                                                                  | Amichevole                                                                 | -                                                                          | 59’                                                                        |
| 30-5-2014                                                                  | Londra                                                                     | Inghilterra                                                                | 3 – 0                                                                      | Perù                                                                       | Amichevole                                                                 | -                                                                          | 64’                                                                        |
| 4-6-2014                                                                   | Miami Gardens                                                              | Ecuador                                                                    | 2 – 2                                                                      | Inghilterra                                                                | Amichevole                                                                 | -                                                                          | 84’                                                                        |
| 7-6-2014                                                                   | Miami Gardens                                                              | Inghilterra                                                                | 0 – 0                                                                      | Honduras                                                                   | Amichevole                                                                 | -                                                                          | 46’                                                                        |
| 14-6-2014                                                                  | Manaus                                                                     | Inghilterra                                                                | 1 – 2                                                                      | Italia                                                                     | Mondiali 2014 - 1º turno                                                   | -                                                                          | 73’                                                                        |
| 24-6-2014                                                                  | Belo Horizonte                                                             | Costa Rica                                                                 | 0 – 0                                                                      | Inghilterra                                                                | Mondiali 2014 - 1º turno                                                   | -                                                                          | 72’                                                                        |
| 3-9-2014                                                                   | Londra                                                                     | Inghilterra                                                                | 1 – 0                                                                      | Norvegia                                                                   | Amichevole                                                                 | -                                                                          | 69’                                                                        |
| 8-9-2014                                                                   | Basilea                                                                    | Svizzera                                                                   | 0 – 2                                                                      | Inghilterra                                                                | Qual. Euro 2016                                                            | -                                                                          | 73’                                                                        |
| 9-10-2014                                                                  | Londra                                                                     | Inghilterra                                                                | 5 – 0                                                                      | San Marino                                                                 | Qual. Euro 2016                                                            | -                                                                          |                                                                            |
| 12-10-2014                                                                 | Tallinn                                                                    | Estonia                                                                    | 0 – 1                                                                      | Inghilterra                                                                | Qual. Euro 2016                                                            | -                                                                          | 87’                                                                        |
| 15-11-2014                                                                 | Londra                                                                     | Inghilterra                                                                | 3 – 1                                                                      | Slovenia                                                                   | Qual. Euro 2016                                                            | -                                                                          |                                                                            |
| 18-11-2014                                                                 | Glasgow                                                                    | Scozia                                                                     | 1 – 3                                                                      | Inghilterra                                                                | Amichevole                                                                 | -                                                                          | 87’                                                                        |
| 7-6-2015                                                                   | Dublino                                                                    | Irlanda                                                                    | 0 – 0                                                                      | Inghilterra                                                                | Amichevole                                                                 | -                                                                          | 66’                                                                        |
| 14-6-2015                                                                  | Lubiana                                                                    | Slovenia                                                                   | 2 – 3                                                                      | Inghilterra                                                                | Qual. Euro 2016                                                            | 2                                                                          |                                                                            |
| 22-5-2016                                                                  | Manchester                                                                 | Inghilterra                                                                | 2 – 1                                                                      | Turchia                                                                    | Amichevole                                                                 | -                                                                          | 57’ 66’                                                                    |
| 27-5-2016                                                                  | Sunderland                                                                 | Inghilterra                                                                | 2 – 1                                                                      | Australia                                                                  | Amichevole                                                                 | -                                                                          | 46’                                                                        |
| 2-6-2016                                                                   | Londra                                                                     | Inghilterra                                                                | 1 – 0                                                                      | Portogallo                                                                 | Amichevole                                                                 | -                                                                          | 66’                                                                        |
| 11-6-2016                                                                  | Marsiglia                                                                  | Inghilterra                                                                | 1 – 1                                                                      | Russia                                                                     | Euro 2016 - 1º turno                                                       | -                                                                          | 77’                                                                        |
| 20-6-2016                                                                  | Saint-Étienne                                                              | Slovacchia                                                                 | 0 – 0                                                                      | Inghilterra                                                                | Euro 2016 - 1º turno                                                       | -                                                                          | 56’                                                                        |
| 27-6-2016                                                                  | Nizza                                                                      | Inghilterra                                                                | 1 – 2                                                                      | Islanda                                                                    | Euro 2016 - Ottavi di finale                                               | -                                                                          | 46’                                                                        |
| Totale                                                                     |                                                                            | Presenze                                                                   | 34                                                                         |                                                                            | Reti                                                                       | 2                                                                          |                                                                            |

### Statistiche da allenatore
Statistiche aggiornate al 22 aprile 2025.
| Stagione        | Squadra         | Campionato      | Campionato | Campionato | Campionato | Campionato | Coppe nazionali | Coppe nazionali | Coppe nazionali | Coppe nazionali | Coppe nazionali | Coppe continentali | Coppe continentali | Coppe continentali | Coppe continentali | Coppe continentali | Altre coppe | Altre coppe | Altre coppe | Altre coppe | Altre coppe | Totale | Totale | Totale | Totale | % Vittorie | Piazzamento |
| Stagione        | Squadra         | Comp            | G          | V          | N          | P          | Comp            | G               | V               | N               | P               | Comp               | G                  | V                  | N                  | P                  | Comp        | G           | V           | N           | P           | G      | V      | N      | P      | %          | Piazzamento |
| --------------- | --------------- | --------------- | ---------- | ---------- | ---------- | ---------- | --------------- | --------------- | --------------- | --------------- | --------------- | ------------------ | ------------------ | ------------------ | ------------------ | ------------------ | ----------- | ----------- | ----------- | ----------- | ----------- | ------ | ------ | ------ | ------ | ---------- | ----------- |
| apr.-giu. 2025  | Norwich City    | FLC             | 0          | 0          | 0          | 0          | FACup+CdL       | -               | -               | -               | -               | -                  | -                  | -                  | -                  | -                  | -           | -           | -           | -           | -           | 0      | 0      | 0      | 0      | —          | Ad interim  |
| Totale carriera | Totale carriera | Totale carriera | 0          | 0          | 0          | 0          |                 | -               | -               | -               | -               |                    | -                  | -                  | -                  | -                  |             | -           | -           | -           |             | 0      | 0      | 0      | 0      | —          |             |

## Palmarès

### Club

#### Competizioni giovanili
- FA Youth Cup: 1

Arsenal: 2008-2009

#### Competizioni nazionali
- Coppa d'Inghilterra: 2

Arsenal: 2013-2014, 2014-2015
- Community Shield: 2

Arsenal: 2014, 2015

### Individuale
- Giovane dell'anno della PFA: 1

2011